# 茄苳交流道
茄苳交流道為臺灣國道三號的交流道，位於新竹市香山區茄苳里與東區柴橋里交界處。交流道為雙葉型，里程指標為103k，2004年1月16日通車。
茄苳交流道因地處偏僻的香山丘陵，所以在興建交流道的同時，也開闢了穿越重重山脈通往市區的茄苳景觀大道，讓新竹市鐵路以西地區可以快速的連上高速公路。交流道出口鄰近中華大學，向北可進入新竹市區，向南進入香山區茄苳里。行縣道117號可連絡台1線和青草湖地區。2008年新竹市政府於交流道旁建立了香山客運站。
此交流道通車時，連接寶山鄉之聯絡道路路幅僅3米，後於2016年拓寬。
|  | 103 茄苳 |  | 新竹 |

## 外部連結
- 國道三號茄苳交流道動線圖 （页面存档备份，存于）（交通部高速公路局）